# Rotolino

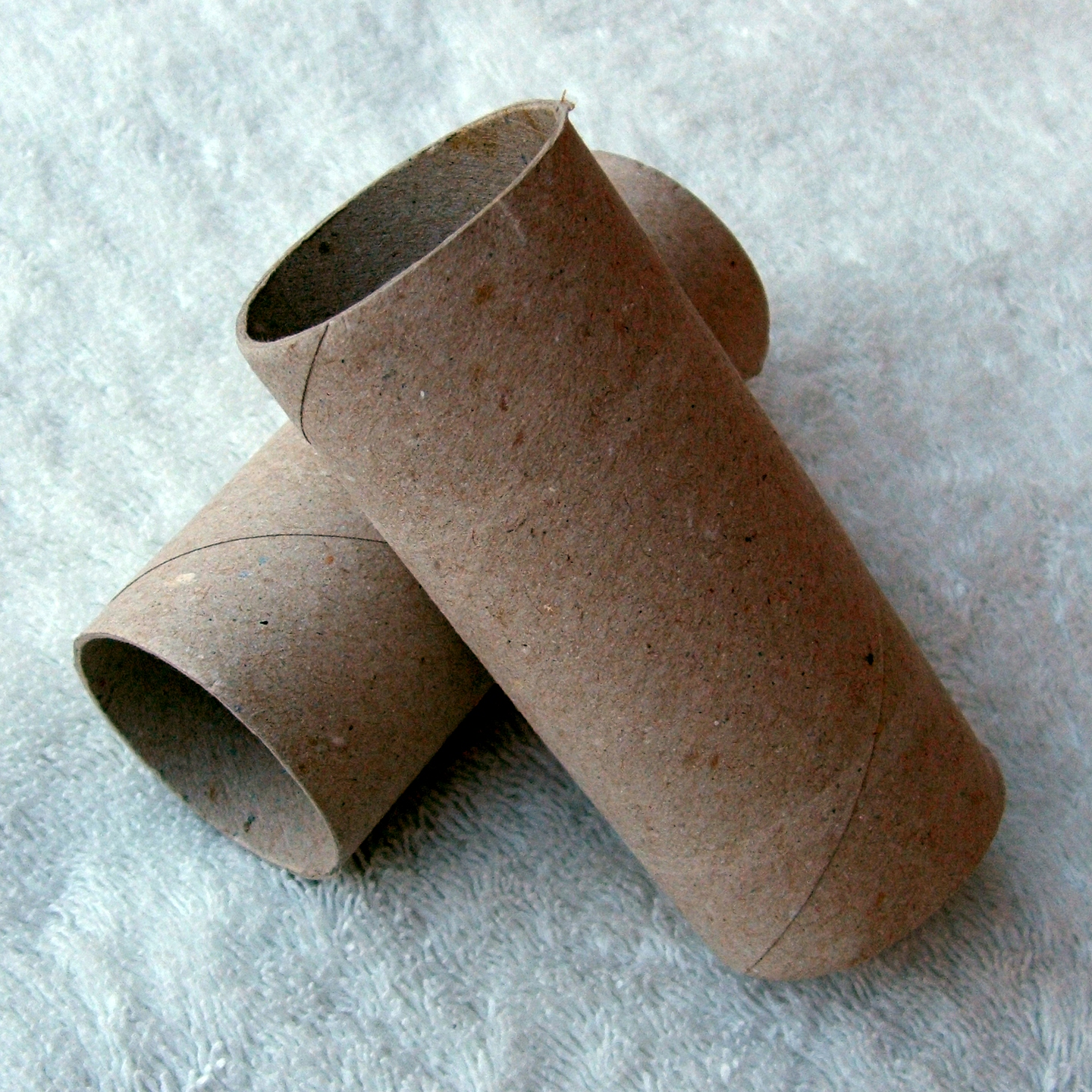
Anime per la carta igienica

L'anima per carta igienica, chiamata anche rotolino, tubo, panfuretto, tubetto o semplicemente anima, traduzione dell'inglese core, è il supporto tubolare, generalmente costituito da strisce di cartoncino, attorno al quale viene avvolta in fase di produzione la carta igienica.

## Descrizione, impiego e realizzazione
Scopo dell'anima è soddisfare l'esigenza di avere un supporto solido attorno al quale avvolgere la carta igienica durante lo svolgimento della bobina madre. La bobina madre ha dimensioni nell'ordine dei metri, tanto in altezza che in diametro; l'anima per carta igienica conserva in altezza le stesse dimensioni della bobina madre (anima madre) e, dopo essere stata ricoperta dai successivi avvolgimenti della carta proveniente dalla bobina madre, ha dimensioni intorno alla decina di centimetri di diametro. Questa anima lunga, ricoperta di carta igienica, viene poi tagliata in rotolini prossimi alla decina di centimetri di lunghezza (dimensioni con cui raggiunge il consumatore finale).
L'anima madre viene prodotta all'interno dello stabilimento di trasformazione della carta igienica a partire da lunghe strisce di cartoncino alte meno di dieci centimetri, per mezzo di una macchina chiamata tubiera. La tubiera è conformata in maniera tale da avvolgere in elicogire attorno a un mandrino una, due o più strisce di cartoncino e incollarle, a sé stesse o tra di loro, rendendole una struttura cilindrica solida e autoportante.

## Criteri di valutazione
Allo stato attuale non esistono metodi specifici di valutazione delle anime per carta igienica. La funzionalità delle anime è lasciata all'esperienza dei trasformatori e a prove speditive. Vengono utilizzati piuttosto metodi per la valutazione dei cartoncini impiegati, senza che però siano ancora stati evidenziati univocamente i rapporti tra certe caratteristiche del cartoncino e le corrispondenti caratteristiche dell'anima formata con quel dato cartoncino.
I criteri utilizzati per la valutazione dei cartoncini impiegati per la formazione delle anime sono:
- Grammatura: secondo la UNI EN ISO 536.
- Bulk: antidensità espressa in cm³/g.
- Spessore: secondo UNI EN 20534.
- Porosità: la prova, svolta tramite un porosimetro tipo Gurley, in realtà determina la permeabilità all'aria, misurando il tempo di passaggio di una nota quantità d'aria attraverso il campione; come considerazione generale si può sostenere che i vuoti della carta sono dello stesso ordine di grandezza delle fibre e che all'aumentare del grado di raffinazione diminuisce la permeabilità all'aria. Questa permeabilità è in parte correlabile alla permeabilità di fluidi non polari (in generale non all'acqua).
- Prova allo scoppio: eseguita secondo la UNI 6443, misura la pressione in kPa alla quale una membrana progressivamente gonfiata (palloncino) riesce a lesionare un disco di cartone bloccato sopra una feritoia attraverso la quale risale la membrana; il risultato viene mediato su almeno 4 dischi. Misura indirettamente una resistenza a trazione della carta, ed è influenzata dalla capacità di allungamento della carta. La rottura primaria avviene nella prevalenza dei casi normalmente al verso macchina di produzione del cartoncino (rottura ad H).
- Rigidità Taber: misura la rigidità, su scala autoreferenziale, in base ad un momento flettente; sulla rigidità vi sono molto prove, tutte più o meno discutibili, poiché in molte di esse viene superata la soglia del dominio elastico. Con le prove in colonna risonante è possibile una determinazione corretta (modulo di Young). Nella rigidità in ogni caso il parametro fondamentale è lo spessore, piccole differenze di spessore si possono tradurre in alte differenze di rigidità; è una grandezza fortemente anisotropa maggiore nel verso macchina.

Resistenza interna (delaminazione): secondo la UNI 9439; viene espresso sia in J/m² che in ft-lb, dovrebbe rappresentare, nella sostanza, l'energia specifica superficiale necessaria ad indurre un “taglio” lungo una superficie parallela alla direzione di allungamento delle fibre; dipende dai legami interfibra e pertanto aumenta all'aumentare della flessibilità delle fibre e della raffinazione, per questa ragione le sostanze di carica diminuiscono la resistenza interna.
- Cobb 60’: in base alla UNI EN 20535.
- Umidità: in base alla UNI EN 20827.
- Determinazione delle ceneri.

## Materiali
Durante la fase di trasformazione della carta igienica l'anima viene utilizzata nella sua dimensione originaria, non tagliata. Per questa ragione anime con diametro compreso tra i 30 e i 50 millimetri e altezza massima che può raggiungere anche i 3200 mm che sono sottoposte, durante la fase dell'avvolgimento della carta, a compressioni, accelerazioni e trazioni, devono presentare particolari caratteristiche di resistenza allo schiacciamento ed elasticità della struttura. Per questa ragione la scelta del cartoncino impiegato per la formazione dell'anima, così come la scelta delle colle, riveste un ruolo importante per la corretta realizzazione di un'anima che sia in grado di svolgere adeguatamente il proprio ruolo all'interno del processo di trasformazione della carta igienica.
Le colle impiegate possono essere viniliche, derivate dal latte (caseina) o dal mais, a caldo o miscele contenenti silicati. Fattore critico è il tempo di essiccazione, che deve essere adeguato al tragitto delle strisce dalla vasca della colla al mandrino della tubiera.